# Państwowe Liceum Sztuk Plastycznych im. Jacka Malczewskiego w Częstochowie
Państwowe Liceum Sztuk Plastycznych im. Jacka Malczewskiego w Częstochowie – publiczna szkoła artystyczna, mieści się przy ul. Pułaskiego 15 i kształci w cyklu 5-letnim.  
Podlega nadzorowi Ministerstwa Kultury i Dziedzictwa Narodowego.

## Historia
Szkoła powstała w 1945 jako Wolna Akademia Sztuk Pięknych w Częstochowie. W 1947 roku szkoła reorganizuje się: zostaje zawiązane Państwowe Liceum Technik Plastycznych (kierunki kształcenia: techniki rzeźbiarskie, ceramika, metaloplastyka).
Następnie w roku 1967 szkoła zostaje przemianowana na Państwowe Liceum Sztuk Plastycznych i od tego czasu kształci na kierunkach jubilerstwo i ceramika artystyczna. Zajęcia odbywają się wtedy w budynku wynajmowanym od zakonu Sióstr Zmartwychwstanek w Alei Najświętszej Maryi Panny 58/60.
W roku 1990 szkoła przenosi się nowej siedziby przy ul. Pułaskiego 15 gdzie mieści się do dziś.
W 1998 powstaje nowy kierunek kształcenia: grafika użytkowa, specjalizacja: formy wydawnicze; szkoła nawiązuje stałą współpracę bezpośrednią (opieka merytoryczna, recenzje, konsultacje) z ASP we Wrocławiu (dla ceramiki artystycznej), ASP w Łodzi (dla jubilerstwa) oraz ASP w Katowicach (dla grafiki użytkowej).
W roku 2002 na mocy decyzji Ministra Kultury powołany zostaje Zespół Szkół Plastycznych im. Jacka Malczewskiego w Częstochowie (w skład którego wchodzą sześcioletnia Ogólnokształcąca Szkoła Sztuk Pięknych oraz czteroletnie Liceum Plastyczne).

## Kierunki
- Ceramika
- Jubilerstwo
- Grafika użytkowa - formy wydawnicze
- Mural
- Multimedia

## Absolwenci
- Andrzej Desperak
- Jerzy Duda-Gracz
- Mateusz Glen
- Andrzej Głowacki
- Katarzyna Gołdyn
- Jolanta Jastrząb
- Jerzy Kędziora
- Maciej Kędziora
- Andrzej Koss
- Karolina Lizurej
- Roman Lonty
- Jacek Łyczba
- Marian Michalik
- Jacek Mirczak
- Dariusz Pala
- Adam Patrzyk
- Jacek Pałucha
- Robert Puczyński
- Agnieszka Półrola-Kocwin
- Dariusz Słota
- Paweł Słota
- Zbigniew Sprycha